# Jack Sels
Jean-Jacques "Jack" Sels (Berchem, 29 de janeiro de 1922 – Antuérpia, 21 de março de 1970) foi um saxofonista, músico de jazz, arranjador e compositor belga, considerado um dos mais notáveis saxofonistas da Bélgica do pós-guerra.